# أنجرين
أنجرين هي مدينة تقع في ولاية طشقند شرق أوزبكستان.